# سردفتر اسناد رسمی
سردفتر شخصی است که اداره امور یک دفتر اسناد رسمی یا دفتر ازدواج و طلاق را بعهده دارد. سردفتران در ایران بنا به پیشنهاد سازمان ثبت اسناد و املاک کشور انتخاب می‌شوند.
وظایف سردفتران عبارتند از :
۱.سند تک برگ
۲.ثبت اسناد مطابق مقررات قاتونی
۳.تصدیق صحت امضا
۴.قبول و حفظ اسناد امانتی